# Константін Ґрубер
Константін Ґрубер (нім. Konstantin Gruber; нар. 27 жовтня 1979) — колишній австрійський тенісист.
Найвищу одиночну позицію світового рейтингу — 397 місце досяг 28 листопада 2005, парну — 582 місце — 25 жовтня 1999 року.

## Титули ITF Ф'ючерс

### Одиночний розряд: (3)
| Ранг | Дата     | Турнір              | Покриття | Суперник              | Рахунок          |
| ---- | -------- | ------------------- | -------- | --------------------- | ---------------- |
| 1.   | Лип 1999 | Австрія F2, Тельфс  | Ґрунт    | Томас Штренґберґер    | 6–4, 6–4         |
| 2.   | Сер 1999 | Румунія F2, Бакеу   | Ґрунт    | Фабріс Бетанкур       | 7–5, 6–2         |
| 3.   | Сер 2003 | Хорватія F5, Загреб | Ґрунт    | В'єкослав Скендерович | 3–6, 7–6(5), 6–4 |

### Парний розряд: (1)
| Ранг | Дата     | Турнір                | Покриття | Партнер         | Суперники                     | Рахунок     |
| ---- | -------- | --------------------- | -------- | --------------- | ----------------------------- | ----------- |
| 1.   | Вер 2003 | Словаччина F1, Жиліна | Ґрунт    | Марко Нойтейбль | Ладіслав Храмоста Давід Новак | 7–6(3), 6–1 |